# Azerbeidzjan op het Türkvizyonsongfestival
Azerbeidzjan neemt sinds de eerste editie in 2013 onafgebroken deel aan het Türkvizyonsongfestival. Het land heeft in totaal 4 keer deelgenomen aan het festival.

## Geschiedenis

### 2013
Azerbeidzjan was een van de 25 deelnemende landen en regio's aan het eerste Türkvizyonsongfestival. Als een van de weinige landen organiseerde de omroep een nationale finale om te bepalen welke artiest naar het Turkse Eskişehir zou trekken. Deze nationale preselectie bestond uit drie voorrondes en een finale. In deze voorrondes namen 50 artiesten het tegen elkaar op. De tien beste werden gekozen om op 16 november 2013 aan de nationale finale deel te nemen. In deze nationale wist Farid Hasanov de overige finalisten te verslaan met het nummer Sənsiz waardoor hij de eer kreeg om Azerbeidzjan te vertegenwoordigen. 
Hasanov besloot echter om niet met het lied waarmee hij de nationale finale won deel te nemen, maar met een ander lied: Yaşa. In Turkije moest Azerbeidzjan eerst aantreden in de halve finale. Deze werd overleefd waardoor het land twee dagen later mocht optreden in de finale. Hierin moest Farid Hasanov als negende aan de bak. Hij wist het festival te winnen met 210 punten en werd zodoende de allereerste winnaar in de geschiedenis van het Türkvizyonsongfestival. Hij had slechts vijf punten voorsprong op nummer twee Goenesj Abbasova van Wit-Rusland.

### 2014
Het jaar nadien was Azerbeidzjan weer van de partij. Opnieuw werd een nationale preselectie georganiseerd om de Azerbeidzjaanse inzending te bepalen. Anders dan het voorgaande jaar bestond de preselectie nu uit een lang proces dat gedurende enkele maanden op televisie te volgen was. Aan het eind van de rit werd Elvin Ordubadlı uitgeroepen tot winnaar met het Azerbeidzjaans-Turkse lied Divlerin yalqizliği.
De tweede editie van het festival vond plaats in Kazan in de Russische deelrepubliek Tatarije. In de halve finale was de Azerbeidzjaanse inzending van Ordubadlı als 21ste aan de beurt. Met 166 punten eindigde hij op de veertiende plaats en kwalificeerde zich zo niet voor de finale. Na het publiceren van de resultaten van de halve finale bleek dat Turkmenistan zichzelf vijf punten had gegeven, terwijl punten geven aan eigen land niet is toegestaan. Hierdoor zou Turkmenistan, dat oorspronkelijk wel naar de finale mocht, nu als vijftiende eindigen in de halve finale. De organisatie besloot nadien om de vijftien beste landen van de halve finale naar de finale te sturen, waardoor ook Azerbeidzjan nog naar de finale mocht. In die finale moest Azerbeidzjan als elfde optreden, na Bulgarije en voor Bosnië en Herzegovina. Toen alle punten binnen waren, bleek dat Ordubadlı op de negende plaats geëindigd was.

### 2015
Ook in 2015 nam Azerbeidzjan deel aan het festival. Net zoals in 2014 gebruikte ATV Azerbaycan`ın Sesi om de gepaste kandidaat te kiezen. Mehman Tağıyev versloeg de drie andere kandidaten en mocht zodoende met het lied İstanbul naar Istanboel gaan. Voor het eerst was er geen halve finale op het Türkvizyonsongfestival, maar traden alle 21 deelnemers aan in één grote finale. Azerbeidzjan was als derde aan de beurt, na de inzending van Albanië en voor Wit-Rusland. Opnieuw deed de Azerbeidzjaanse deelname het goed: Tağıyev kreeg 155 punten en eindigde zevende.

### 2016
De Azerbeidzjaanse omroep maakte al snel bekend dat het land ook zou deelnemen aan de vierde editie in 2016 dat opnieuw in Istanboel georganiseerd zou worden. Begin december werd het festival echter verplaatst naar maart 2017 en zou de organisatie in handen komen van de Kazachse omroep. Uiteindelijk werd ook deze datum verschoven naar september 2017 en nadien geannuleerd. De omroep had via nationale selectie Sevinc Bəyaz reeds geselecteerd om het land te vertegenwoordigen.

### 2020
Bij de heropstart van het festival in 2020 was Azerbeidzjan opnieuw van de partij. Wegens de korte inschrijfdeadline werd besloten om geen nationale finale te organiseren, maar om de inzending intern te kiezen. De keuze viel op Aydan İlxaszade, die Azerbeidzjan in 2016 zou vertegenwoordigd hebben op het geannuleerde Bala Türkvizyonsongfestival. Omwille van de coronapandemie vond het festival zodoende online plaats en moesten alle deelnemers hun inzending op voorhand opnemen. İlxaszade kwam als achtste aan de beurt en sloot de avond af op de 5de plaats. Dat maakt dat Azerbeidzjan tot op heden het enige land is dat in elke editie een top-10 notering haalde.

### 2021
De editie van 2021 zou eerst plaatsvinden in Şuşa waardoor het festival voor het eerst naar Azerbeidzjan zou komen, maar werd nadien toch verplaatst naar Türkistan en uiteindelijk gecanceld wegens te weinig interesse van deelnemende omroepen. Onmiddellijk daarna maakte de organisatie van het festival bekend het festival in 2022 wel in Şuşa te willen houden. Ook deze beslissing werd echter gewijzigd. Het festival werd verplaatst naar het Oezbeekse Farg'ona en nadien zelfs naar het Turkse Bursa, voor het opnieuw geannuleerd werd.

## Azerbeidzjaanse deelnames
| Jaar | Artiest         | Titel               | Fin. | Ptn. | Semi | Ptn. | Taal                    |
| ---- | --------------- | ------------------- | ---- | ---- | ---- | ---- | ----------------------- |
| 2013 | Farid Hasanov   | Yaşa                | 1    | 210  | -    | -    | Azerbeidzjaans          |
| 2014 | Elvin Ordubadlı | Divlerin yalqizliği | 9    | 177  | 14   | 166  | Azerbeidzjaans en Turks |
| 2015 | Mehman Tağıyev  | İstanbul            | 7    | 155  |      |      | Azerbeidzjaans          |
| 2020 | Aydan İlxaszade | Can can qardaş can  | 5    | 193  |      |      | Azerbeidzjaans          |

| Kleur | Betekenis      |
| ----- | -------------- |
|       | Eerste plaats  |
|       | Tweede plaats  |
|       | Derde plaats   |
|       | Laatste plaats |
|       | Gastland       |